# Grågåsen (sjö)
Grågåsen är en sjö i Vänersborgs kommun i Västergötland som ingår i Göta älvs huvudavrinningsområde.